# 卞和
卞和（？—？），春秋時代楚國人，和氏璧的發現者，是中國歷史上著名被刖刑的肢體傷殘人士。生活年代应该是楚厉王霄敖和楚文王之间。

## 生平
按照《韓非子·和氏篇》記載：卞和在荊山發現一塊石頭，認定內藏美玉而獻給楚厲王，楚厲王叫玉匠鑒定此玉，但玉匠卻說：“這是石頭。”楚厲王大怒，命人砍掉卞和的左腳。其後楚武王即位，卞和跛著腳再次去獻玉，但又被楚武王當成騙子砍掉右腳。其後楚文王即位，卞和懷著最後一絲希望抱玉哭於荊山下，三天三夜，甚至泪尽而继之以血，楚文王得知後派人詢問：“天下被砍雙腳的人這麼多，為什麼惟有你哭得這麼傷心？”卞和說：“我不為失去雙腳而哭，而是為寶玉被人看作石頭、忠臣卻被認為是騙子！這才是我所傷心啊。”因此楚文王請來能工巧匠，琢石打開驗看，果得一罕見之美玉，後經加工雕琢成一塊璧作為傳世之寶，為表彰卞和而命名為和氏璧。楚文王有感卞和其忠，憫卞和其刑，欲封卞和為陵陽侯，但卞和辭而不就。